# Київський процес (фільм)
Київський процес (англ. The Kiev Trial) — ко-продукційний документальний фільм 2022 року режисера Сергія Лозниці, знятий у ко-продукції Нідерландів.
Міжнародна прем'єра документальної стрічки відбудеться у вересні 2022 року на Венеційському кінофестивалі
Фільм продовжує цикл документальних картин Сергія Лозниці, присвячених радянській історії: «Подія» (Ленінград у дні путчу 1991 року), «Процес» (суд у справі Промпартії), «Державні похорони» (всенародне оплакування Сталіна) та, перш за все, «Бабин яр. Контекст» (про масові розстріли киян у Бабиному Яру в Києві у часи II Світової війни). Фільм завдяки використанню унікальних архівних кадрів (раніше не демонстрованих) розповідає про ключові моменти Київського процесу, де притягли до відповідальності німецьких нацистів та їхніх колабораціоністів.
Стрічку було знято на замовлення приватного проєкту Меморіального центру Голокосту «Бабин Яр» (МЦГБЯ) нідерландською компанією ATOMS & VOID.

## Опис
У фільмі на документальній основі реконструйовано так званий «Київський Нюрнберг» — Київський процес, який відбувся у січні 1946 року. Сергій Лозниця, що натрапив на забуті кадри Київського процесу, коли працював над архівними дослідженнями для проєкту «Бабин Яр. Контекст», зосереджує головну увагу на заявах підсудних і показах свідків, які пережили Аушвіц та трагедію Бабиного Яру. Він викриває «банальність зла» про один із перших післявоєнних судових процесів. В умовах повномасштабного російського вторгнення в Україну демонстрація процесу притягнення до відповідальності німецьких нацистів та їхніх колабораціоністів стає особливо актуальним сьогодні. За свідченням режисера фільму, він ставив мету «занурити глядачів в атмосферу зали суду: дати їм відчути, ніби вони спостерігають за процесом з місця на публічній галереї. Коли я починав цей проєкт навесні 2021 року, я навіть у найгіршому кошмарі не міг уявити, що Україна знову стане полем битви, а невинні мирні жителі знову зазнають жорстокого насильства. Тільки цього разу варвари-загарбники одягають російські однострої. Ми були відкинуті на 80 років назад і, здається, не винесли жодних уроків з нашої новітньої історії… Я всім серцем бажаю, щоб нам не довелося довго чекати, поки виконавці злочинів проти людяності, скоєних в Україні сьогодні, будуть притягнуті до відповідальності».
У справі № 1679 «Про звірства, вчинені фашистськими загарбниками на території Української РСР» перед судом на початку 1946 року постали 15 злочинців, дії яких пізніше були визнані Нюрнберзьким процесом «злочинами проти людства».